# Rejon glinkowski
Rejon glinkowski (ros. Глинковский район) – jednostka administracyjna wchodząca w skład Obwodu smoleńskiego w Rosji.
Centrum administracyjnym rejonu jest wieś Glinka. W granicach rejonu usytuowane są miejscowości, centra administracyjne wiejskich osiedli: Bołtutino, Dobromino.